# Jérôme Guihoata
Jérôme Guihoata (ur. 7 października 1994 w Jaunde) – kameruński piłkarz grający na pozycji środkowego obrońcy. Od 2016 jest zawodnikiem klubu Panionios GSS.

## Kariera klubowa
Swoją karierę piłkarską Guihoata rozpoczął w klubie Musango Jaunde. W 2013 roku zadebiutował w nim w trzeciej lidze kameruńskiej. W tym samym roku odszedł do francuskiego klubu Tours FC. 29 listopada 2013 zadebiutował w nim w Ligue 2 w wygranym 2:1 wyjazdowym meczu z Troyes AC. W zespole Tours grał do końca sezonu 2013/2014.
Latem 2014 roku Guihoata przeszedł do innego francuskiego drugoligowca Valenciennes FC. Swój debiut w nim zaliczył 9 sierpnia 2014 w zremisowanym 2:2 domowym meczu z Nîmes Olympique. W Valenciennes grał przez rok.
W 2015 roku Guihoata przeszedł do Nîmes Olympique. Zadebiutował w nim 11 września 2015 w zremisowanym 0:0 domowym spotkaniu z AC Ajaccio. Następnie w 2016 trafił najpierw do US Créteil-Lusitanos, a następnie do Panioniosu.
| Sezon   | Klub                 | Kraj    | Rozgrywki            | Mecze | Gole |
| ------- | -------------------- | ------- | -------------------- | ----- | ---- |
| 2013    | Musango Jaunde       | Kamerun | III liga             | ?     | ?    |
| 2013/14 | Tours FC             | Francja | Ligue 2              | 10    | 0    |
| 2013/14 | Tours FC B           | Francja | CFA                  | 8     | 1    |
| 2014/15 | Valenciennes FC      | Francja | Ligue 2              | 18    | 0    |
| 2014/15 | Valenciennes FC B    | Francja | CFA                  | 5     | 0    |
| 2015/16 | Nîmes Olympique      | Francja | Ligue 2              | 6     | 0    |
| 2016/17 | US Créteil-Lusitanos | Francja | Championnat National | 0     | 0    |
| 2016/17 | Panionios GSS        | Grecja  | Superleague Ellada   |       |      |

## Kariera reprezentacyjna
W reprezentacji Kamerunu Guihoata zadebiutował 10 sierpnia 2013 w przegranym 0:1 meczu kwalifikacji do Mistrzostw Narodów Afryki 2014 z Gabonem. W 2015 roku został powołany do kadry Kamerunu na Puchar Narodów Afryki 2015. Wystąpił na nim dwukrotnie, w meczach z: Gwineą (1:1) i Wybrzeżem Kości Słoniowej.